# Eileen Law
Eileen Law (* 16. Oktober 1900 in Belfast; † 30. November 1978 in Toronto) war eine kanadische Oratorien- und Opernsängerin (Kontra-Alt) sowie Musikpädagogin.
Law studierte von 1922 bis 1926 an der Canadian Academy of Music Klavier bei Ernest MacMillan und Gesang bei Jenny Taggart. Von 1926 bis 1936 war sie Privatschülerin von Hope Morgan. Daneben nahm sie Unterricht bei Emmy Heim in Toronto (1936), Pauline Donalda in Montreal (1940) und Louis Bachner in New York (1941).
Law wurde vor allem als Oratoriensängerin bekannt. Sie war von 1923 bis 1936 Solosängerin an der Timothy Eaton Memorial Church und von 1936  bis 1945 an der First Church of Christ Scientist in Toronto und sang 25 Jahre in Aufführungen von Bachs Matthäus-Passion. Als Opernsängerin trat sie Anfang der 1930er Jahre am Opera House of the Air unter Reginald Stewart auf, und 1939 sang sie die Ortrud in Wagners Lohengrin in einer Aufführung der Opera Guild of Toronto in der Massey Hall. Eine Einladung an die Wiener Staatsoper wurde wegen der deutschen Invasion Österreichs abgesagt.
1942 war sie Solistin in Herbert A. Frickers Abschiedsaufführung von Bachs h-Moll-Messe mit dem Toronto Mendelssohn Choir. 1945 war sie Solistin in der kanadischen Erstaufführung von Mahlers Lied von der Erde mit dem Toronto Symphony Orchestra. 1946 wirkte sie als Solistin an der Aufführung von Beethovens Missa solemnis beim Montreal Festival und von Verdis Requiem mit dem Mormon Tabernacle Choir in Salt Lake City mit.
Von 1938 bis 1977 war Law Lehrerin am Royal Conservatory of Music in Toronto, von 1952 bis 1961 unterrichtete sie an der Musikfakultät der University of Toronto. Außerdem gab sie Sommerkurse u. a. an der Mount St Vincent Academy in Halifax. Zu ihren Schülern zählen James Crackokatt, Millard Williams, Mary Alice Rodgers, Constance Newland und Donna Small.

## Quelle
- The Canadian Encyclopedia - Eileen Law

| Personendaten    | Personendaten                                                             |
| ---------------- | ------------------------------------------------------------------------- |
| NAME             | Law, Eileen                                                               |
| KURZBESCHREIBUNG | kanadische Oratorien- und Opernsängerin (Kontra-Alt) sowie Musikpädagogin |
| GEBURTSDATUM     | 16. Oktober 1900                                                          |
| GEBURTSORT       | Belfast                                                                   |
| STERBEDATUM      | 30. November 1978                                                         |
| STERBEORT        | Toronto                                                                   |